# Misconduct
Misconduct és un grup suec de música hardcore punk format a la ciutat de Kristinehamn l'any 1995.

## Trajectòria
Misconduct es va formar inspirat per l'escena hardcore old school dels anys 1980 i principis dels 1990. Els primers enregistraments de la banda van aparèixer entre 1997 i 2001 editats per la discogràfica sueca Bad Taste Records.
Des de l'EP New Beginning, de l'nay 2002, Misconduct signà un contracte amb el segell Side By Side Records, fundat aquell mateix any per Marielle, la parella del cantant Fredrik Olssons. Amb l'àlbum United as one, del 2003, Misconduct va matisar el seu estil musical influït pel hardcore melòdic i el punk rock. L'àlbum va tenir un èxit enorme i els videoclips de les cançons New Beginning, No Boundaries i Side by Side es van emetre a la televisió escandinava. L'abril de 2010, Misconduct va publicar l'àlbum One Step Closer amb la discogràfica I Scream Records.
Misconduct ha tocat arreu del món, compartint escenari amb bandes com Bad Religion, Adhesive, Sick of It All, Hatebreed, Satanic Surfers, Slapshot, AFI, Anti-Flag, Ignite, Chixdiggit o Dropkick Murphys.

## Discografia

### Maqueta
- Like The Old Days (1996)[3]

### EP
- A Change (1997, Bad Taste Records)
- Signed In Blood (1998, Bad Taste Records)
- Split amb The Almighty Trigger Happy (2000, Bad Taste Records)
- New Beginning (2002, Side By Side Records)
- Building Bridges (compartit amb HSD, 2006, Engineer Records / Side By Side Records)
- Raise Your Voices (2007, Side By Side Records)

### Àlbums
- …Another Time (1997, Bad Taste Records)
- A New Direction (1999, Bad Taste Records)
- One Last Try (2001, Bad Taste Records)
- United As One (2003, Side By Side Records)
- 10 Years Of… 1995 (2005, Side By Side Records)
- One Step Closer (2010, I Scream Records)
- Blood On Our Hands (2013, Side By Side Records)